# 北斗の拳 (セガサターン)
北斗の拳（ほくとのけん）は、1995年12月22日にバンプレストから発売されたセガサターン用ソフト。ジャンルは格闘アドベンチャー。
なお、本作は翌年にPlayStationへも移植されている。

## 概要
本作は、漫画『北斗の拳』を原作とし、本編終了後を舞台としたオリジナルストーリーである。
ゲームは主にアニメーションで進行し、移動中や一部のイベント後には戦闘が発生する。

## 登場人物

### 主要人物
- ケンシロウ 声：神谷明 - 本作の主人公。一人静かに修業をして過ごすが、暗黒の北斗が動き出したことを知り、バットと再会。リン奪還を託される。
- バット 声：難波圭一 - リンとの結婚式のさなか、暗黒の北斗を名乗る一団にリンを奪われる。
- リン 声：富永みーな - 天帝の血を引く姉妹の妹。バットとの結婚式のさなか、暗黒の北斗によりさらわれる。
- リュウケン - 北斗の谷に住む。訪れたケンに、「北の洞窟に北斗無明の像がある。北斗無明拳千数百年の歴史を知りたくば、その像の所に行け」とヒントを与える。

- マミヤ 声：藤田淑子 - 水鳥の村の入り口に捨てられていた赤子のザキを引取り娘として育てる。村が襲われた際、長老と共に裏山に退避していた。その後、誤解からケンを襲ったザキを止める。
- シュウ 声：森功至 - ゼピアの回想シーンに登場。
- サウザー 声：銀河万丈 - ギャランの城を訪れたケンとザキの前に幻影として登場。ギャランとザキの父。

- トキ 声：土師孝也 - 北斗悲運の天才拳士。トキの村でケンと再会。無明拳が動き出したことを知り、ケンに「7つの拳を会得せよ。それなくば無明拳を倒すことはできぬ」と告げる。その後、自らの命を捨て、ケンに7つ目の秘拳「北斗の柔拳」を授ける。
- ミュウ 声：小口久仁子 - ファルコの許嫁でミッシュの母。バレビにより長い間中央帝都に幽閉されている。ファルコと元斗の名誉のために、我が子ミッシュに力を貸すようケンに嘆願する。その後ミッシュとの再会を果す。バレビが倒れた後、「リンは修羅の島に移された」と告げる。

- ジュウケイ 声：宮内幸平 - 北斗の隠れ里の沼に住む。かつて北斗三派が争いし時に結ばれたという北斗の密盟について、ケンに語る。
- 黒夜叉 声：千葉繁 - 北斗の隠れ里の洞窟で修業を続ける。魔道に落ちたホシムの手に掛かり、ケンとバットにゼンオウの伝言を伝えることになる。「光なき拳、北斗無明拳の伝承者とは、ゼンオウのことで御座います。北斗宗家に生れし二人の男が共に歪み、覇道を目指すとは。この宗家永遠の従者黒夜叉、死んでも死に切れぬ」と言い残し、絶命。
- ルイ 声：鷹森淑乃 - 天帝の血を引く姉妹の姉。
- リハク 声：青野武 - 新五車星の海として、天帝を守護する。目撃されたラオウの幻影について説明する。

### オリジナルキャラクター
- 第一章 暗黒の北斗動く！
  - ジーザ様 声：堀之紀 - 北斗無明拳突撃隊長。北の洞窟でケンを襲撃するが敗北。秘孔「新一」をケンに突かれ、「リンは南のデスブラッド洞窟にいる」とケンに知らせ、絶命。
  - ジャド 声：佐藤正治 - 非情なる北斗無明拳暗殺隊長。「無明拳伝承者」の勅命でリンをさらう。ケンに敗北。「リンは既に遥か西の無明拳伝承者のもとに送られた。暗黒の北斗にとって世の光をもたらす天帝は最大の敵。天帝リンは無明拳伝承者によって抹殺されるのだ」と告げた後、ケンの背後を襲うが、既に秘孔を突かれており、絶命。

- 第二章 南斗復活
  - ザキ 声：富沢美智恵 - 水鳥のごとく華麗なる舞。捨て子だったがマミヤに拾われた後、水鳥の村で暮らし南斗水鳥拳伝承者となる。修業から帰った際、ケンが村を襲ったと誤解し戦う。誤解が解けた後、義の星の宿命に従い、村を襲った牙猩拳伝承者を倒すべく旅に出る。
  - 水鳥の村の長老 - ザキに「村を襲ったのは北斗ではない、南斗だ」と告げる。南斗牙猩拳が南斗百八派の大半を制圧したことを説明。
  - ゼピア - シュウの白鷺拳の流れを汲む南斗飛翔拳伝承者。ダザンの街を襲ったギャランと交渉し、街の子供を救うため、己の眼を犠牲にするが、裏切られる。その後訪ねてきたケンに、かつてケンとサウザーの戦いの場におり、シュウの心を受取ったと説明し、ギャラン打倒をケンに託す。
  - ギャラン 声：檜山修之 - 南斗の孤独な極星。南斗牙猩拳伝承者。ザキの兄。己を倒しに来たザキを倒した後、北斗の後塵を拝してきた南斗二千年の屈辱の歴史の怨念からケンと戦うも敗北。ザキの命を奪わず、ケンにその命を託す。崩落した天井を支え、ザキに「強く生きよ、我が妹よ」との言葉を残し、一人「またしても北斗の後塵を浴びるのか」と呟いた後、父・ザウザーの言葉（ザキ、或いはその子が伝説を受継ぐ、それで良いのだ）を受取り絶命。

- 第三章 元斗は死なず
  - ザノス 声：河合義雄 - 総督バレビの部下。酒場で元プロレスの世界チャンピオンだった部下を使い、兵隊募集を兼ねた力比べを催す。港町ドナポートでケンに敗北。
  - 元プロレスチャンピオンの男 - 力比べに挑戦したミッシュに倒される。
  - バレビ 声：平野正人 - ジャコウの血筋を引き、中央帝都の総督となった男。かつて、幼少のミッシュの記憶を奪い、遠くの地に追いやると共に、ミッシュの母ミュウを牢に幽閉。その後再会したミッシュに、「お前の父ファルコより元斗皇拳の伝承者を受継いだ」と己の立場を説明。加えて「お前の父を殺したのはそこにいるケンシロウだ」と伝え、ミッシュとケンの戦いを画策する。
  - ミッシュ 声：森川智之 - 金色の光を継ぐもの。己の名と母の名、そして「自己流」と称する拳法以外の記憶がない。僅かに残された記憶をたどり、ケン、バットと共に海上の中央帝都を目指す。バレビの策略にはまりケンと戦うが、戦いを通して記憶を取り戻す。元斗正統伝承者の血筋を引き継ぐ自覚を得てバレビを倒し、晴れて元斗の正統伝承者となる。

- 第四章 北斗の密盟
  - 隠れ里の長老 - 北斗の隠れ里の長老。レイカの父。訪れたケンとバットに、かつてこの村で修業したというゼンオウ、ホシムの兄弟について説明する。
  - ガイ - ホシムの家臣。ケンとホシムの戦いを腕ずくで阻止しようとする。ケンに敗北後、「ホシム様との戦いは地獄。同じ北斗宗家同士の戦い、避けて下され」と言い残し絶命。
  - ホシム 声：戸谷公次 - 魔道に落ちた拳。兄ゼンオウと北斗琉拳の伝承を争い、北斗琉拳正統伝承者となった、その後、暗黒の北斗の正体を知るが、北斗の密盟に従うため、今では魔導琉拳を名乗る。リンの光により魔界から目覚め正気に戻るが、ゼンオウの城に乗り込み雌雄を決するため、敢えてケンとの戦いに挑む。ケンに敗北するが生存し、ケンより「愛に戻り、琉拳を誠の拳とせよ」と宗家の未来を託される。
  - レイカ 声：伊倉一恵 - ホシムの許嫁。ホシムを信じていたが、黒夜叉の死を知り、ホシムの死を望むようになる。その後、ケンによりホシムが正気を取戻し生存したことを喜ぶ。

- 第五章 死兆一族
  - 老人 - ゼンオウをラオウと見間違う。
  - 山のシェルガ - 動かざること山の如し。新五車星の山。当初、「死兆一族、鬼のシェルガ」を名乗り、ケンの前に立ち塞がるが、敗れた後、城へ案内する。
  - 炎のガッシュ - 天帝を守護する新五車星の炎。
  - 風のダン - 同じく新五車星の風。
  - 雲のウジョー 声：島田敏 - 雲のごとく自由奔放に。新五車星の雲。龍虎の谷に現れたゼンオウを目指すケンの前に立ち塞がり、戦う。敗北後、ケンをゼンオウのもとへ案内する。その後ゼンオウに敗れたケンを救うため、自らの命を捨て、ゼンオウと戦い、ケンとバットが逃れるのを手助けする。
  - 仮面の将 - 謎の北斗の拳士。ゼンオウの城へ向うケンの前に立ち塞がる。

- 最終章 決戦
  - ゼンオウ 声：内海賢二 - 光なき暗黒の拳。北斗宗家の血を引くホシムの兄、北斗無明拳伝承者。天帝抹殺を目論み、天帝ルイ、リンの姉妹を連れ去る。